# Années 1590 av. J.-C.
Les années 1590 av. J.-C. couvrent les années de 1599 av. J.-C. à 1590 av. J.-C.

## Évènements
- 1600-1580 av. J.-C.[1] : règne de Tata, roi d’Élam[2].
- 1598-1586 av. J.-C.[1] : règne d’Erishum III, roi d’Assyrie[2].
- Vers 1595 av. J.-C.[1] : pillage d’Alep (royaume du Yamkhad) par le roi hittite Moursil Ier lors de son expédition contre Babylone. Après avoir détruit Alep, il prend et pille Babylone. Rappelé en Anatolie par des révoltes de palais, il se replie, emportant les statues de Marduk et de Sarpanitum. Il met fin à la Ire dynastie babylonienne et ouvre la porte aux dynasties kassites (1594-1160 av. J.-C.)[2].
- 1594 av. J.-C. : début de la dynastie kassite de Babylone. Elle ne semble pas avoir cherché à transformer le pays. Elle adopte la langue babylonienne et il est difficile de définir son originalité. La prise de Babylone par l’Elam en 1160 av. J.-C. a pour conséquences la disparition des Kassites, dont il ne restera aucune trace, cette population s’étant complètement intégrée au vieux fond mésopotamien. Pendant la période kassite, en Basse mésopotamie, la superficie des grandes villes diminue et les bourgades et les villages se multiplient. Le commerce est florissant (Dilmoun, civilisation de Mycènes, Égypte). Pour la première fois en Mésopotamie les prix sont basés sur l’étalon-or[2].
- 1593 av. J.-C. : début du règne du pharaon Thoutmôsis Ier selon R. Krauss & Murnane[3].